# Ханна, Кристин
Кристин Ханна (англ. Kristin Hannah, род. 25 сентября 1960) — американская писательница. Ханна является автором 24 книг, в том числе «Зимний сад» (2010), «Соловей» (2015) и «Один великий» (2017). Роман «Соловей» Ханны был распродан более 4,5 миллионов копий и издан на 45 языках. Три её романа были экранизированы, в том числе «Home Front» (2012) режиссёра Криса Коламбуса, «Соловей», который в настоящее время снимается режиссёром Мишель Макларен, и «Один великий».

## Биография
Ханна родилась в Калифорнии. После того, как получила степень в области коммуникации в Вашингтонском университете, она работала в рекламном агентстве в Сиэтле. Окончила юридический факультет Университета Пьюджет-Саунда и занималась юридической практикой в Сиэтле, прежде чем полностью посвятить себя литературе. В настоящее время она живёт на острове Бейнбридж в Вашингтоне со своим мужем и сыном.

### Самостоятельные романы
- Горстка небес (июль 1991 г.)
- Очарование (июнь 1992 г.)
- Один раз в каждой жизни (декабрь 1992 г.)
- Если вы верите (декабрь 1993 г.)
- Когда удары молнии (октябрь 1994 г.)
- В ожидании луны (сентябрь 1995 г.)
- Снова дома (октябрь 1996 г.)
- На мистическом озере (февраль 1999 г.)
- Angel Falls (апрель 2000 г.)
- Летний остров (март 2001 г.)
- Далекие берега (июль 2002 г.)
- Между сестрами (апрель 2003 г.)
- Вещи, которые мы делаем ради любви (июнь 2004 г.)
- Комфорт и радость (октябрь 2005 г.)
- Волшебный час (февраль 2006 г.)
- Улица светлячков (2008)
- Настоящие цвета (2009)
- Зимний сад (2010)
- Ночная дорога (март 2011)
- Тыловой фронт (2012)
- Улетай (2013)
- Соловей (2015)
- Один великий (2018)
- С жизнью наедине (2018)
- Четыре ветра (2021)

### Омнибус
- На мистическом озере / Summer Island (2005)
- «Firefly Lane / Fly Away» (2008, 2013)

### Антологии в сотрудничестве
- "Луна лжеца" в Harvest Hearts 1993 (с Джоан Кассити, Шэрон Харлоу и Ребеккой Пейсли)
- О любви и жизни 2000 (с Дженис Грэм и Филиппой Грегори)
- «Луна лжеца» в фильме «С любовью» 2002 г. (с Дженнифер Блейк и Линдой Лаэль Миллер)

## Экранизации
Права на экранизацию романа «Соловей» были проданы в 2015 году режиссёру Мишель Макларен на студии TriStar Pictures. Студия пригласила Энн Пикок, для написания сценария, и проект находится в разработке, дата выхода не установлена.
3 февраля 2021 года на Netflix состоялась премьера сериала «Улица светлячков».